# Xanthoparmelia subpallida
Xanthoparmelia subpallida är en lavart som beskrevs av Hale. Xanthoparmelia subpallida ingår i släktet Xanthoparmelia och familjen Parmeliaceae. Inga underarter finns listade i Catalogue of Life.